# ديفيد بروكس (سياسي)
ديفيد بروكس (بالإنجليزية: David Brooks)‏ هو قاضي وضابط ومحامي وسياسي أمريكي، ولد في 1756 في الولايات المتحدة، وتوفي بنفس المكان في 30 أغسطس 1838. حزبياً، نشط في الحزب الفيدرالي الأمريكي. انتخب عضو مجلس النواب الأمريكي.